# .local
A .local egy internetes legfelső szintű anonim tartomány kód, 2004-ben jelentették be. A Microsoft Windows adminisztrátor köreiben gyakran használt a .local kód.